# أتوميوم
أتوميوم مَعلم شهير يقع في مدينة بروكسل، صُمِّم من قبل المهندس أندريه واتركيين. كان أتوميوم الجناح الرئيسي ورمز للمعرض الدولي إكسبو 58 الذي أقيم في عاصمة بلجيكا على موقع هيسل في بروكسل عام 1958. لم يكن القصد من أتوميوم البقاء إلى ما بعد المعرض، لكن نجاحة جعله منه معلماً دائماً ورمزاً عالمياً لمدينة بروكسل.
كان من المخطط ان يصل أتوميوم إلى ارتفاع 134 متر، ولأسباب تتعلق بالسلامة، خُفِض مُستوى الارتفاع بنسبة 24٪ ليصبح الإجمالي 102 متر. تم تجديد أتوميوم في آذار/مارس 2004.

## رؤية

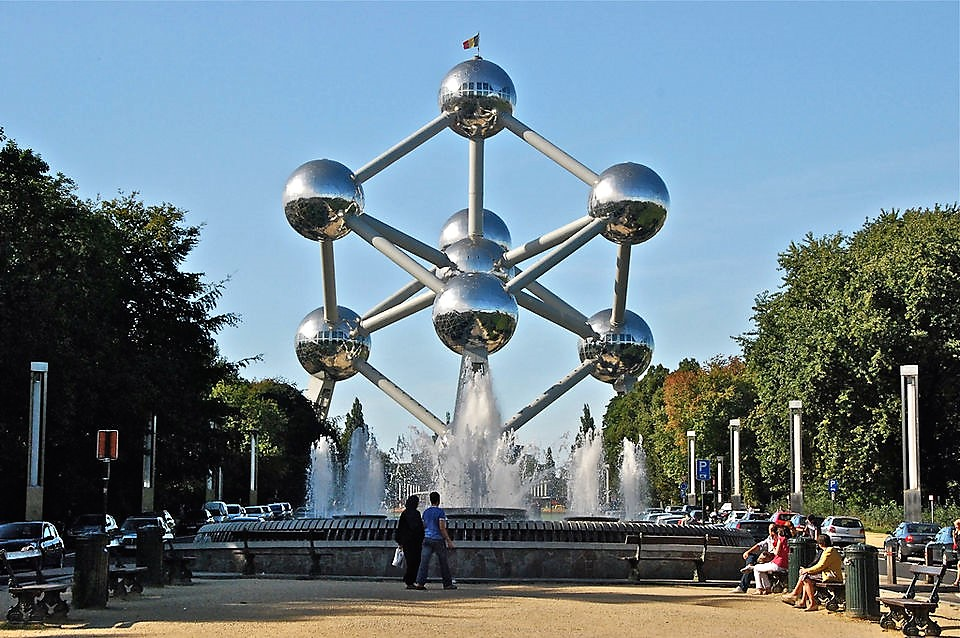
تم بناء الأتوميوم في حديقة هيسل في بروكسل من أجل معرض Expo58

في 25 آذار/مارس 1957 تم التوقيع على اتفاقية روما، بتطلع إلى مستقبل أفضل، يتسم بالوئام والتقدم والسلام. أتوميوم هذا الحلم هو في حد ذاته نتاج عصره. أتوميوم أيضا حلم المدينة الفاضلة، التي تجذرت في ذهن المهندس أندريه واتركيين والمهندسين المعماريين أندريه وجان بولاك.
استضافت مدينة بروكسل «إكسبو 58» المعرض الدولي في نيسان/أبريل 1958 برسالة «عالم من أجل حياة أفضل للبشرية». كان أتوميوم الجناح الرئيسي، يرمز إلى الإرادة الديمقراطية للحفاظ على السلام بين جميع الدول، والإيمان بالتقدم، التقني والعلمي، متفائل برؤية المستقبل، والعالم الجديد، فائق التقنية من أجل حياة أفضل.

## وصف خارجي

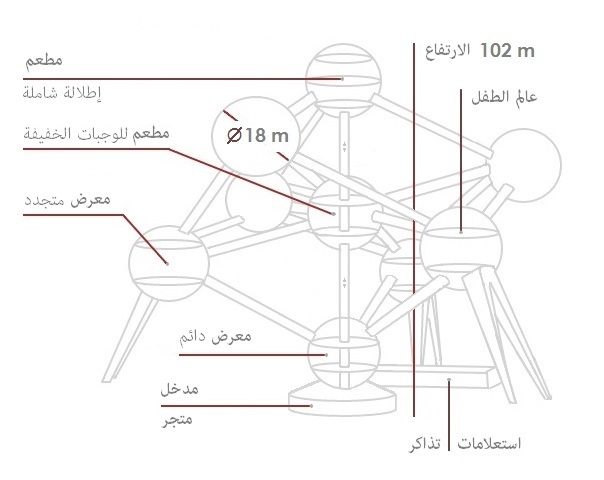
رسم توضيحي لمبني أتوميوم

الاستخدام السلمي للطاقة الذرية هو ما يحدد شكل أتوميوم بشكل خاص. في 102 مترا، مع تسعة كرات مترابطة، فإنه يمثل وحدة خلية الحديد المكعبة، مُكبرة 165 مليار (ألف مليون) مره. مرتكز على إحدى الذرات.
- ارتفاع إجمالي: 102m
- قطر الكرات «الذرات»: 18M
- قطر الأنابيب: 3m30
- طول الأنابيب: 29M
- طول الأنابيب قطري: 23M
- قطر للجناح القاعدة: 26M
- الكتلة الكلية (عام 1958): 2400 طن
- يرتكز الهيكل على 3 أعمدة

## معرض صور

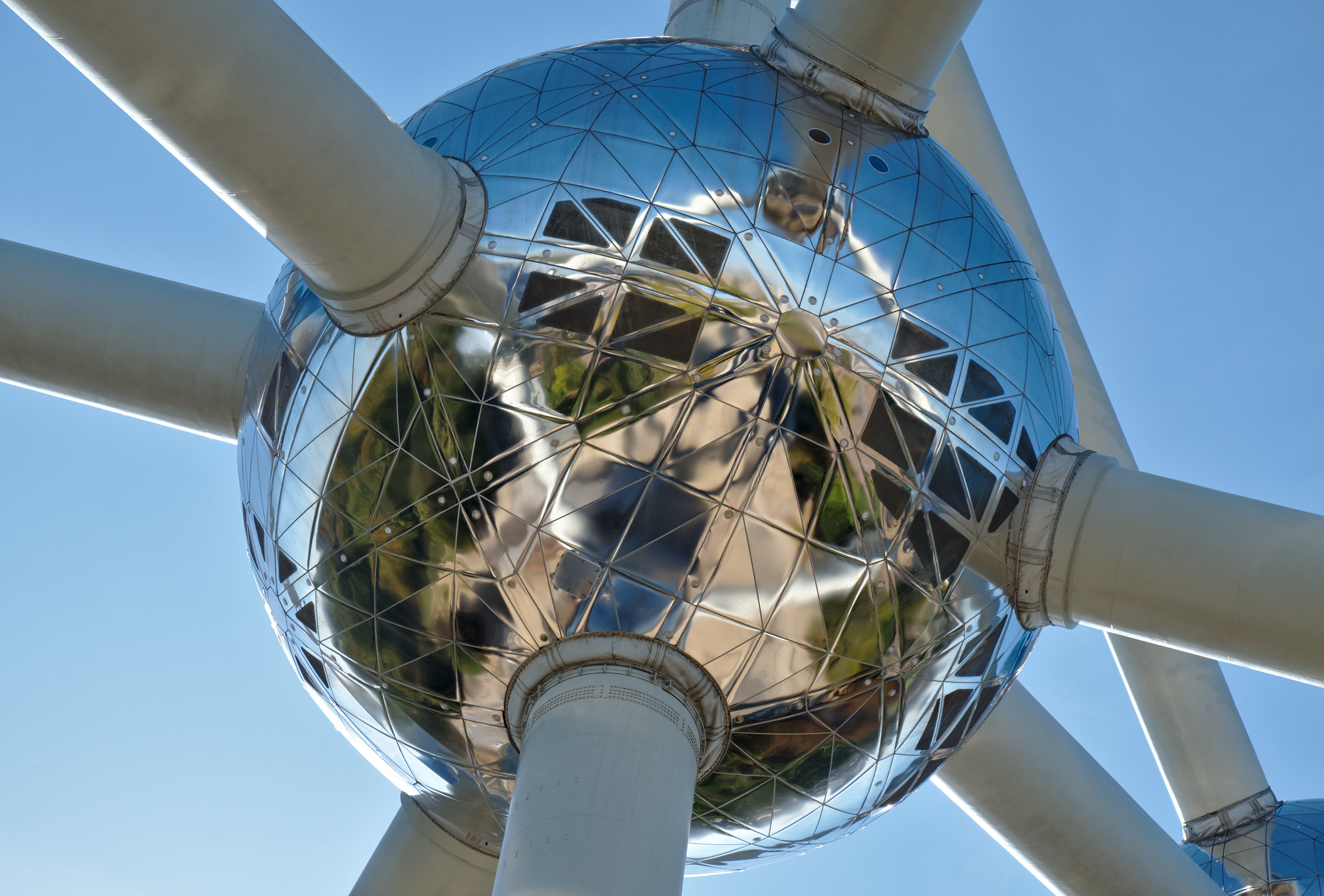
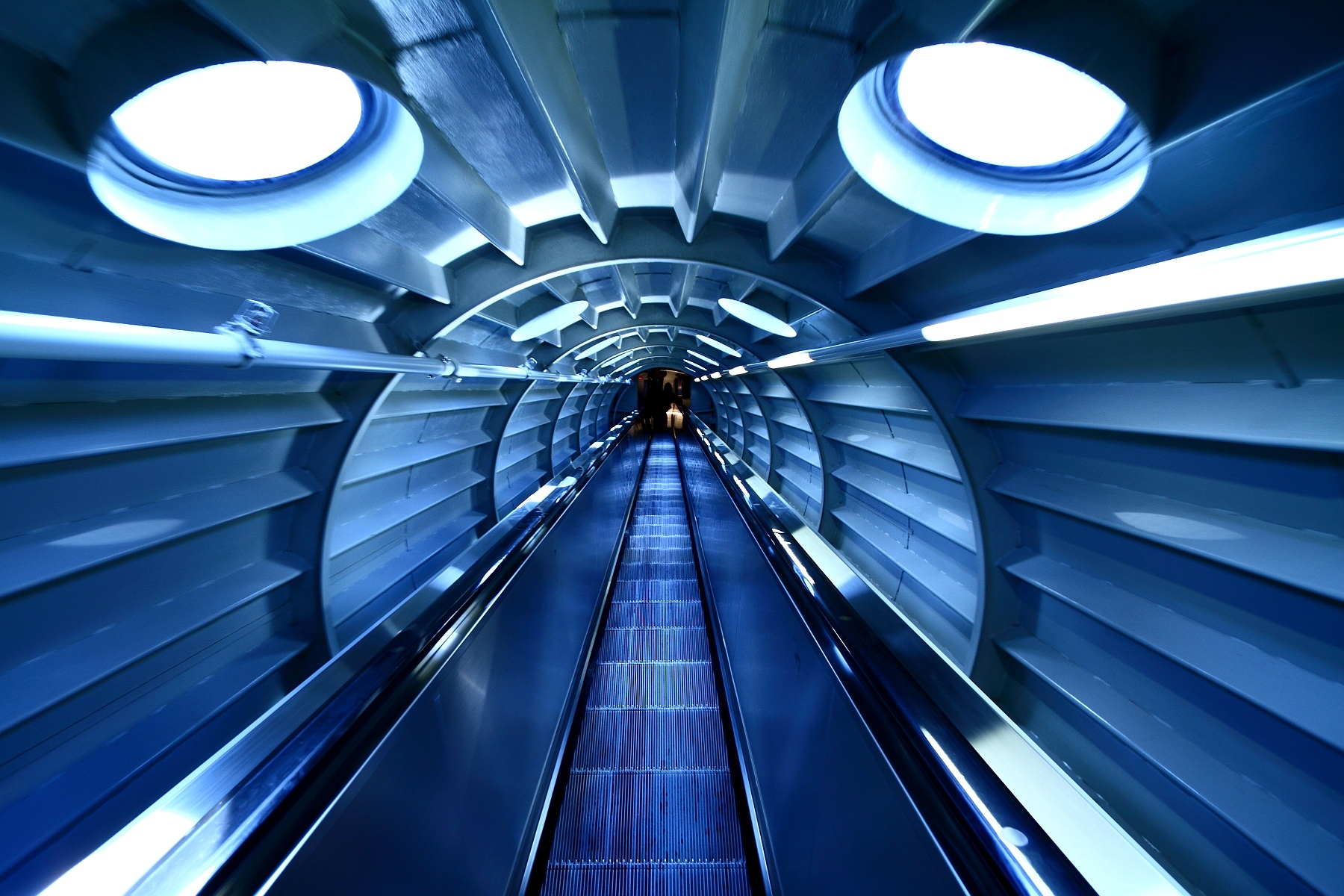
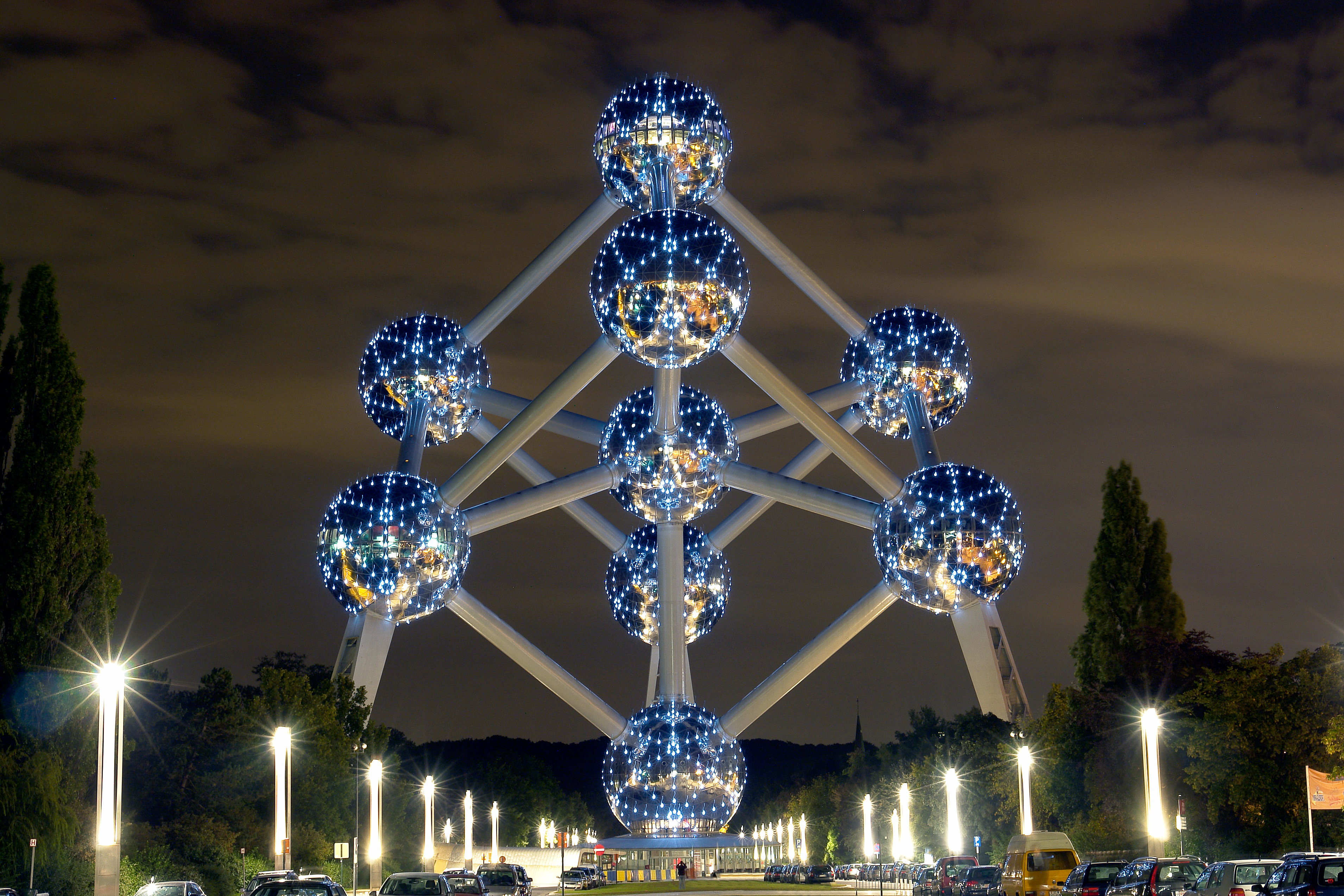

## وصلة خارجية
- الموقع الرسمي لأتوميوم